# Paradexiospira falklandicus
Paradexiospira falklandicus är en ringmaskart som beskrevs av Pixell 1913. Paradexiospira falklandicus ingår i släktet Paradexiospira och familjen Serpulidae. Inga underarter finns listade i Catalogue of Life.